# Bipedisme facultatiu

Sifaca en locomoció bípeda

El bipedisme facultatiu és la condició d'un animal que normalment camina o corre de quatre grapes, però que pot fer-ho sobre dues potes en circumstàncies excepcionals. En canvi, els bípedes obligats són els animals que es mouen sobre dues potes com a mètode de locomoció principal. El bipedisme facultatiu ha estat observat en diverses famílies de sargantanes i algunes espècies de primats, com ara els sifaques, els caputxins, els babuïns, els gibons, els bonobos i els ximpanzés. Alguns dinosaures i altres arcosaures prehistòrics eren bípedes facultatius. En són exemples destacats els ornitòpodes i els marginocèfals, sense oblidar alguns casos entre els sauropodomorfs. Cada espècie bípeda facultativa empra un tipus de bipedisme segons la raó que l'impel·leixi a adoptar aquest mode de locomoció. En els primats, el bipedisme sovint té a veure amb la recol·lecció i el transport d'aliments. En les sargantanes, hom ha debatut si la locomoció bípeda confereix un avantatge de velocitat o conservació d'energia o si simplement és deguda a la mecànica de l'acceleració i el centre de masses de la sargantana. Sovint es distingeix entre bipedisme facultatiu d'alta velocitat (sargantanes) i de baixa velocitat (gibons), però algunes espècies no es poden categoritzar tan fàcilment. El bipedisme facultatiu també ha estat observat en paneroles i alguns rosegadors del desert.